# 3315 Chant
3315 Chant је астероид главног астероидног појаса са средњом удаљеношћу од Сунца која износи 2,640 астрономских јединица (АЈ).
Апсолутна магнитуда астероида је 12,5.